# Buddhi
Buddhi (van budh, kennen, intellect, Mahat, groot, het grote principe, maha-buddhi, de grote ziel) is een Sanskriet term uit het hindoeïsme. Buddhi is een tattva (fysieke en metafysieke categorie) uit de Sankhya filosofie.
Buddhi komt ook veel voor in de Rig Veda.
Synoniemen van buddhi zijn naast mahat ook jnyána (ware of goddelijke kennis) en prajná (ware wijsheid).

## Samkhya karika
Volgens het tekstboek van Iswara Krishna van de Sankhya filosofie, de Samkhya karika, staat buddhi voor Intellect (bepaling, vaststelling). Het intellect bepaalt wat iets is en wat er gedaan moet worden. Het intellect kent acht leden, waarvan er vier uit de guna (kwaliteit, hoedanigheid) van sattva (goedheid) komen: deugd, kennis, kalmte en kracht en vier uit de guna tamas (duisternis): zonde, onwetendheid, passie en zwakte (XXIII). Prakriti en haar hele gevolg is in het bezit van en werkt door de drie guna's: sattva, rajas (strijd, activiteit) en tamas. 
Buddhi is het 'instrument' van de ziel, dat het dichtst bij de ziel staat. 
Buddhi heeft net als prakriti en haar gevolg de kenmerken: zonder onderscheidingsvermogen, 'objectief' (is het doel van realisatie, vervulling), gemeenschappelijk, irrationeel en vruchtbaar (met overvloedige resultaten). Deze vijf kenmerken worden niet gedeeld met purusha, die de tegenovergestelde kenmerken heeft en daarmee buddhi belevendigt. Door de nabijheid van de ziel (purusha) lijkt het of buddhi zelf onderscheidingsvermogen en rationaliteit bezit.
Buddhi heeft ook negen kenmerken, waarmee het met zijn gevolg (ahamkara en de rest) van prakriti en purusha verschilt: het heeft een oorzaak, is niet eeuwig, is plaatselijk, veranderlijk, bestaat meervoudig, is afhankelijk, komt op en verdwijnt, is samengesteld en wordt geregeerd.

## Tattva's
Buddhi komt door prakriti (oer-materie, natuur) tot ontstaan en brengt ahamkára, 'eigenwaan' of Individualiteit tot bestaan, de vierde tattva. 
Een andere theorie maakt op de volgende manier onderscheid tussen mahat, buddhi, citta (denkstof) en ahamkára: 
- samasti mahat ontstond uit prakriti, daaruit ontstonden door de inwerking van de guna's:
  - samasti citta tattva, kosmische denkstof, in sattva overheersend,
  - samasti buddhi tattva, kosmisch intellect, uit het 'rajasische' deel,
  - samasti ahamkára tattva, kosmisch ego, uit het door tamas overheerste samasti mahat

Er zijn volgens de Sankhya 25 tattva's, die de hele schepping (tot en met de grove elementen) omvatten. De schepping is het resultaat van de vereniging van purusha (ziel, geest) en prakriti. De nabijheid van de ziel geeft bewustzijn aan buddhi. De mens kent, als afspiegeling van de kosmos, een eigen individuele purusha en buddhi (vyasti buddhi, individueel intellect) etc. 
De ziel beschouwt en geniet (als enige tattva) de gevolgen van natuur (prakriti) en prakriti geeft purusha (ziel) gelegenheid om zich te 'bevrijden'. De 'yogi' betreedt het 'pad van yoga' om kaivalya ofwel  moksha (bevrijding, verlossing) te vinden om de opeenvolging van levens in de wereld ('reïncarnatie') te beëindigen. Daartoe leert de mens zich 'Zelf' (ziel, geest) kennen en identificeert zich hoe langer hoe minder met de 'instrumenten' van de ziel, zoals het lichaam, gevoelens, gedachten en ahamkara (eigenwaan, 'ik-besef') of zelfs buddhi (intellect, wijsheid). Zo komt de mens tot 'Zelfrealisatie'.
Ook komt een schepping (manvantara) tot zijn einde (pralaya) als de vereniging van de eeuwige en alomtegenwoordige purusha en prakriti verbroken wordt. Dan zijn de guna's in prakriti weer in volmaakt evenwicht.

## Vermogens
Buddhi heeft acht functies of vermogens, de vier tegengestelden:
- deugd en ondeugd
- kennis en onwetendheid
- kalmte en passie
- kracht en zwakte

Aangezien de ziel in wezen altijd vrij is (en niet gevangen kán zijn), is het eigenlijk de natuur (prakriti), die zichzelf bindt door de zeven vermogens van buddhi: deugd, ondeugd, onwetendheid, kalmte passie, kracht en zwakte (LXIII). De natuur verlost zichzelf door het achtste vermogen van buddhi: (perfecte) kennis. Door kennis van de 25 tattva's, het onderscheid tussen ziel en lichaam (materie), stopt de beweging van prakriti als het doel van evolutie is bereikt. Het doel van evolutie is het doel van de ziel. De natuur is zo 'vriendelijk', zonder iets terug te vragen, alles aan te dragen (realisatie) en de ziel 'beschouwt' (onderscheidt) natuur, tot de ziel natuur kent en natuur zich daarom terugtrekt.

## Brahmarandhra
Buddhi (het intellect) is gezeteld in brahmarandhra, de kruin van het hoofd. De vritti's (mentale functies) van buddhi zijn 'gedachtegolven'. Buddhi staat enerzijds in contact met manas (het denken) en de zinnen en anderzijds met chiti (de individuele ziel, jivatman, purusha), die in anandamaya kosha (het zaligheidsomhulsel) in het hart verblijft.

## Theosofie
In de theosofie van Helena Blavatsky (1831-1891) geldt buddhi als een 'beginsel'. De theosofie telt zeven beginselen in de mens, waarbij buddhi tussen atman en manas staat en geldt als wijsheid en intuïtie.